# ヴァリグ・ブラジル航空

以前のロゴ

ヴァリグ・ブラジル航空（ヴァリグ・ブラジルこうくう、ポルトガル語: Viação Aérea Rio-Grandense S/A、 以下ヴァリグと略称）は、かつてブラジルに存在していた航空会社。ブラジルのいわゆるフラッグ・キャリアであった。日本語では稀に「バリグ」と書かれることがあるが、ブラジルでは「ヴァリギ」[ˈvaɾigi]と発音する。ただし、50年代から60年代にかけてブラジル国内で放送されたcmの中には、「ヴァリグ」と発音しているものも存在する。

## 概要

### ブラジル最古の航空会社

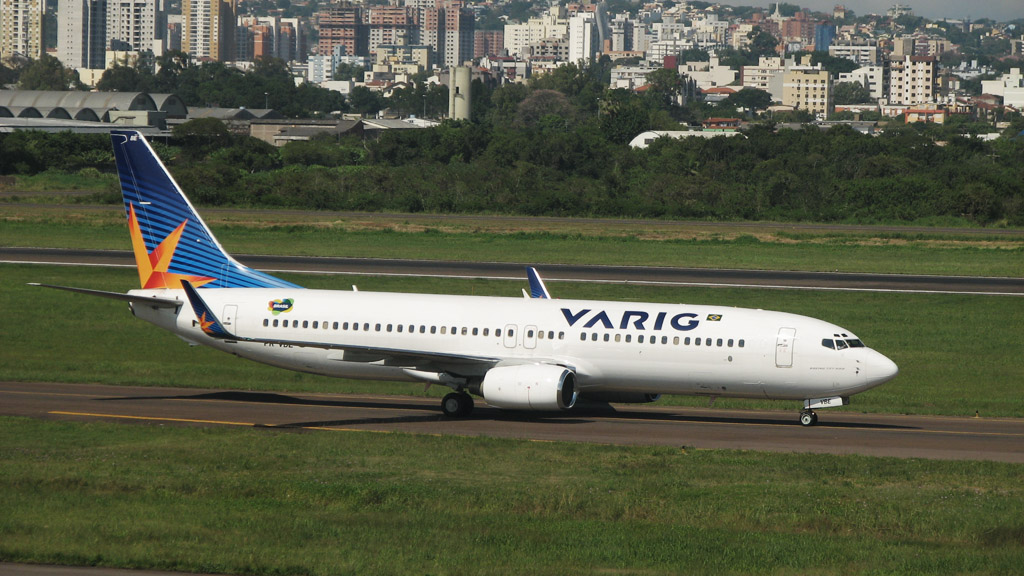
ボーイング737-800

1927年創業のブラジル最古の国際航空会社。フラッグ・キャリアとしてかつてはブラジル国内のみならず、南米で長年の間最大規模も誇っていたが、放漫経営が祟り2005年に会社更生法の申立てを行い事実上倒産。2006年に分割され2社に分割され、旧ヴァリグの後継法人となったFlex Linhas Aéreasはその後倒産し、もう一方の「ヴァリグ」ブランドを引き継いだ法人VRG Linhas Aéreasは2007年3月には格安航空会社であるゴル航空（ゴウと発音）に買収され、社名はそのままに経営の回復を進めていたが2014年にブランドも消滅した。

### 社名の由来
ヴァリグの正式名称のうち「Viação Aérea」は航空会社を意味し、「Rio-Grandense」はヴァリグの発祥・本拠地である「リオグランデ・ド・スル州（Rio Grande do Sul）の」という意味で、「リオグランデの航空会社」を意味する正式名称の各頭文字から作られた（なおかつて存在していた競合相手のヴァスピ・ブラジル航空も同様の方式で名づけられた。この場合、サンパウロ州によって設立されたため、「SP」はサンパウロを意味する）。
倒産後に新会社である通称「新ヴァリグ」（Nova Varig）に移行し、正式名称も「Viação Aérea Rio-Grandense S/A」から、スリーレターコードをそのまま取った「VRG Linhas Aéreas」に変更された。

## 歴史

### 成り立ち

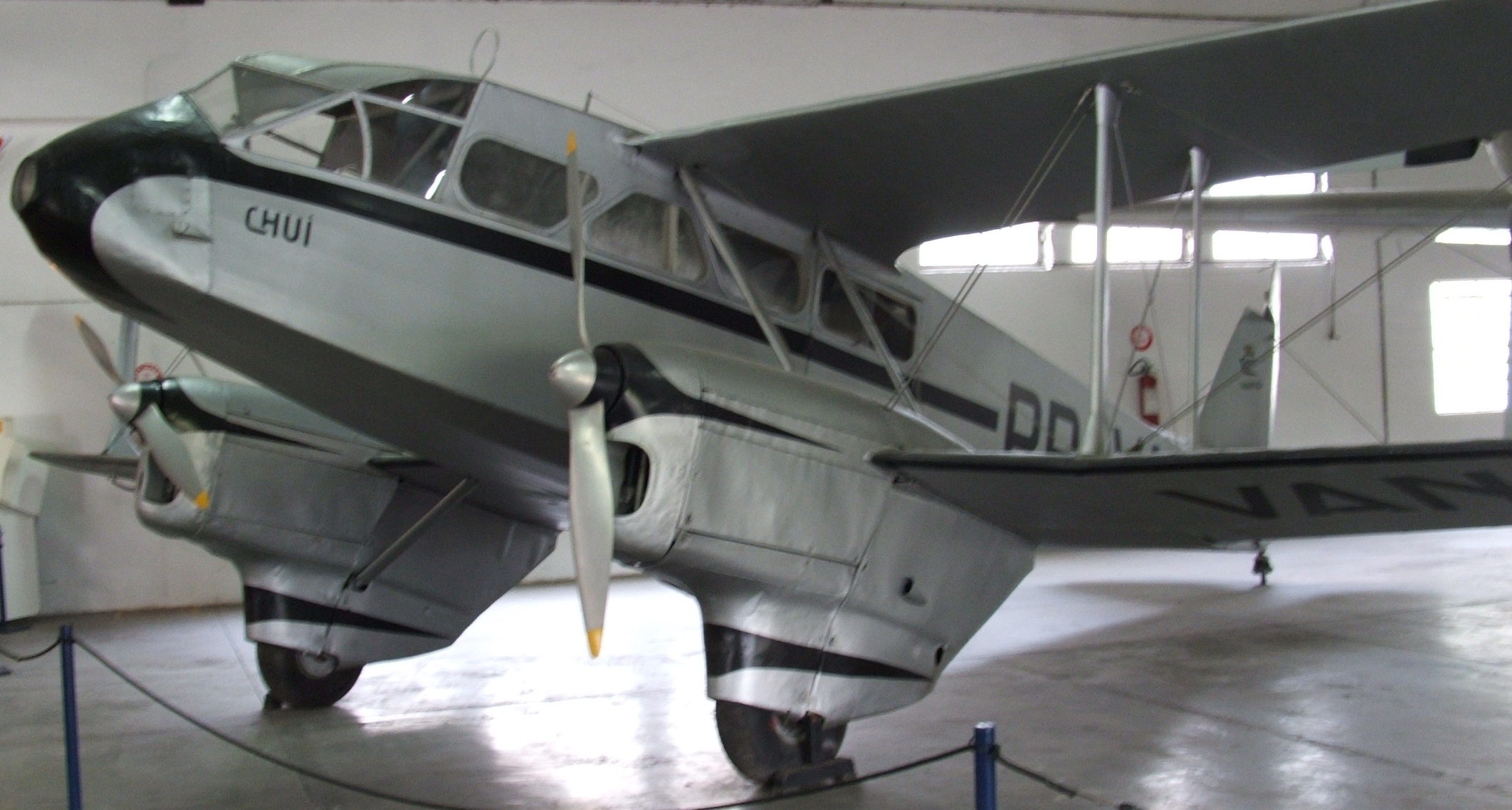
デ・ハビランド DH.89 ドラゴン・ラピード

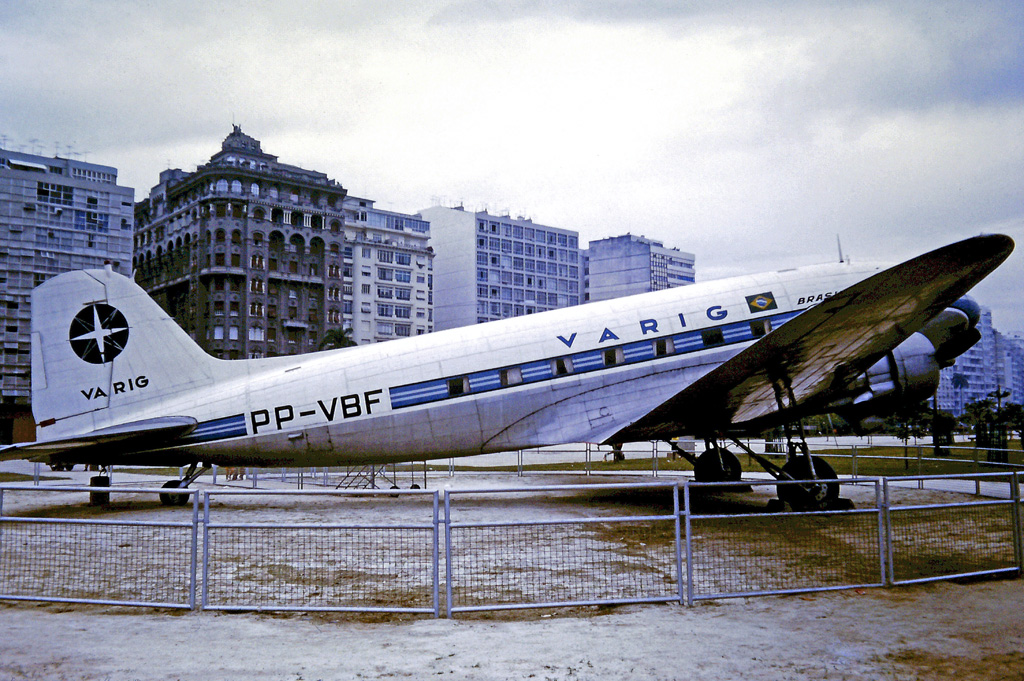
ダグラス DC-3

ヴァリグ・ブラジル航空の創業は、1927年5月7日のポルト・アレグレ商事会社にまで遡る事が出来る。このときドイツ移民の、オットー・エルンスト・マイヤーがヴァリグを航空会社であると宣言する証明書に署名した。
ヴァリグの最初の便はリオグランデ・ド・スル州のポルト・アレグレから、リオ・グランデへの便で、ペロタスに途中寄港した。ヴァリグが初めて所有した飛行機は、12人乗り（3人の乗務員と9人の乗客を定員とする）で、巡航速度180キロの双発水上飛行機アトランティコ9であった。これは当時最新鋭の機種のひとつであった。
マイヤー自身が操縦した初フライトでは、乗客は彼の友人1人だけだったといわれている。創業1年目の総乗客数はわずか652人であったが、その後は年々業績を上げていった。

### 「ドイツ色」の一掃
その後1930年代のナチス政権下のドイツと、それに対するアメリカ合衆国やイギリスとの間の緊張の中で、アメリカの政治、経済的影響が強いブラジルにおいて、オットー・エルンスト・マイヤーをはじめドイツ色が強い同社の経営環境が嫌われ、第二次世界大戦勃発直前の1930年代後半になると、経営陣からドイツ色が一掃された。
同時にドイツ製の機材の入れ替えも進められ、第二次世界大戦においてブラジルの同盟国となったアメリカ製やイギリス製の機材が中心となる。その様な環境下で、ヴァリグの最初の社員の1人であるルーベン・ベルタは後にはヴァリグの社長となり、発展していく会社を長年にわたって指導した。なおベルタは死去する1966年まで社長を務めた。

### 第二次世界大戦後

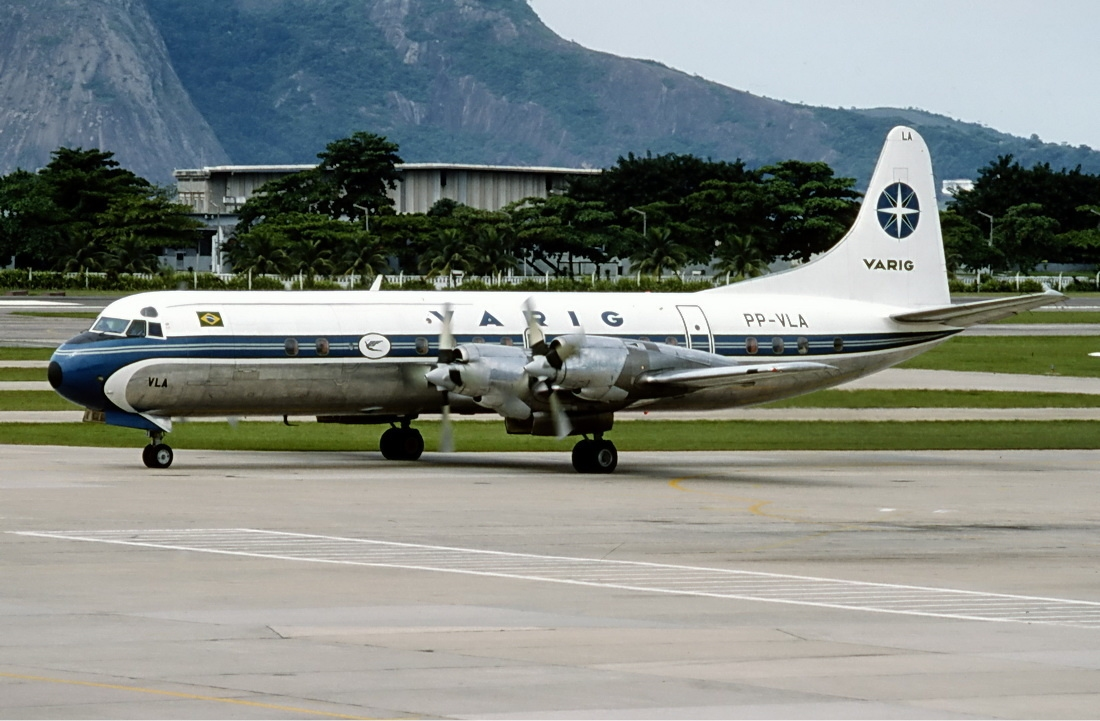
ロッキード L-188 エレクトラ

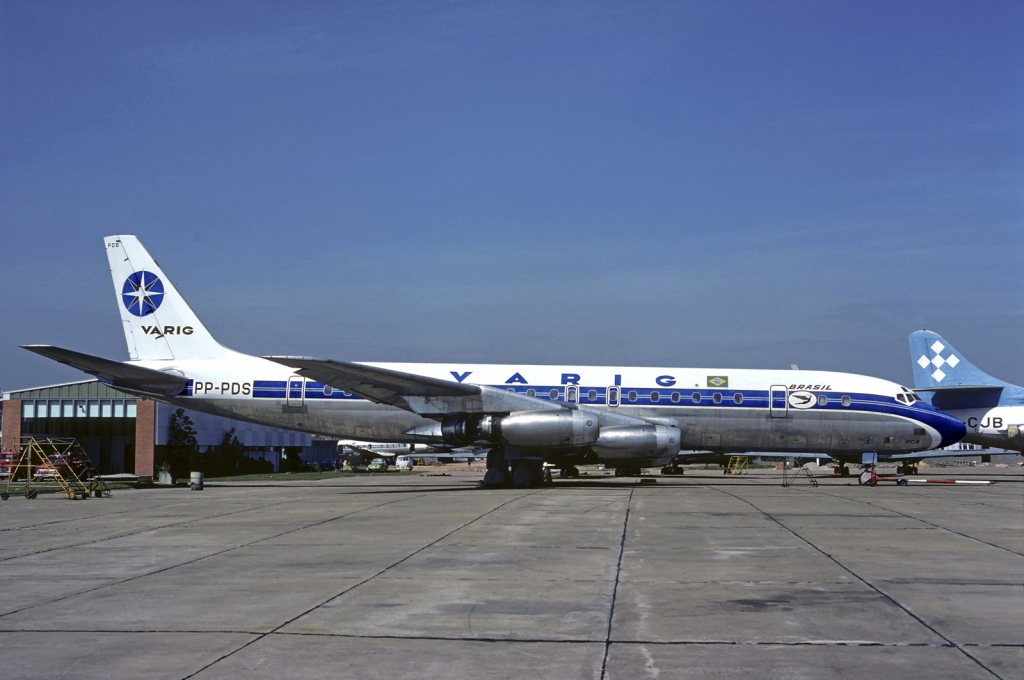
ダグラスDC-8-33

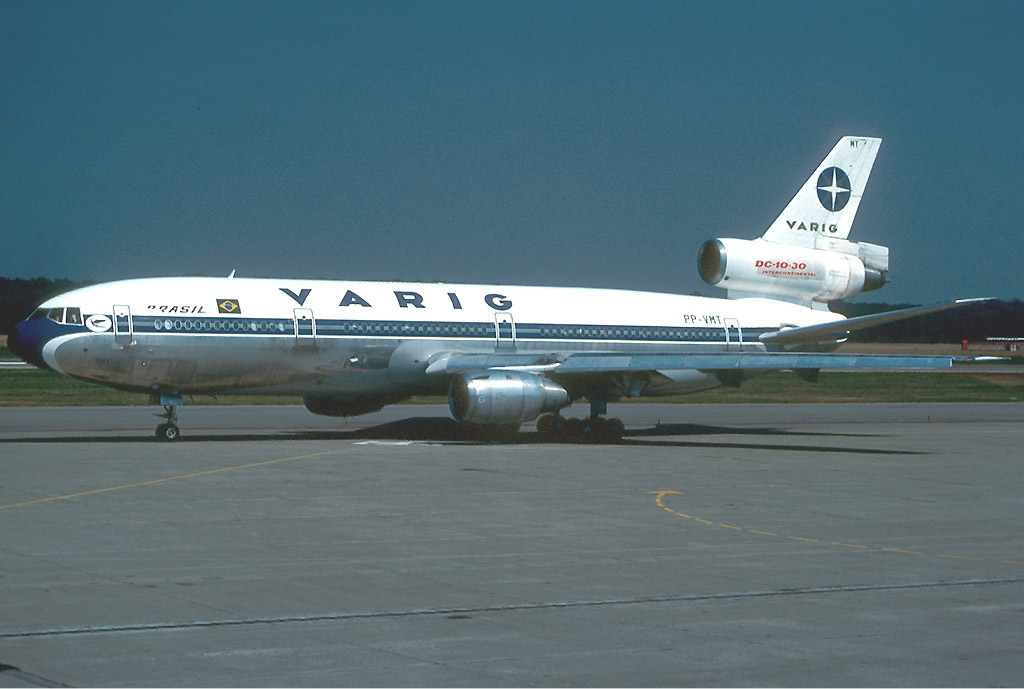
マクドネル・ダグラスDC-10

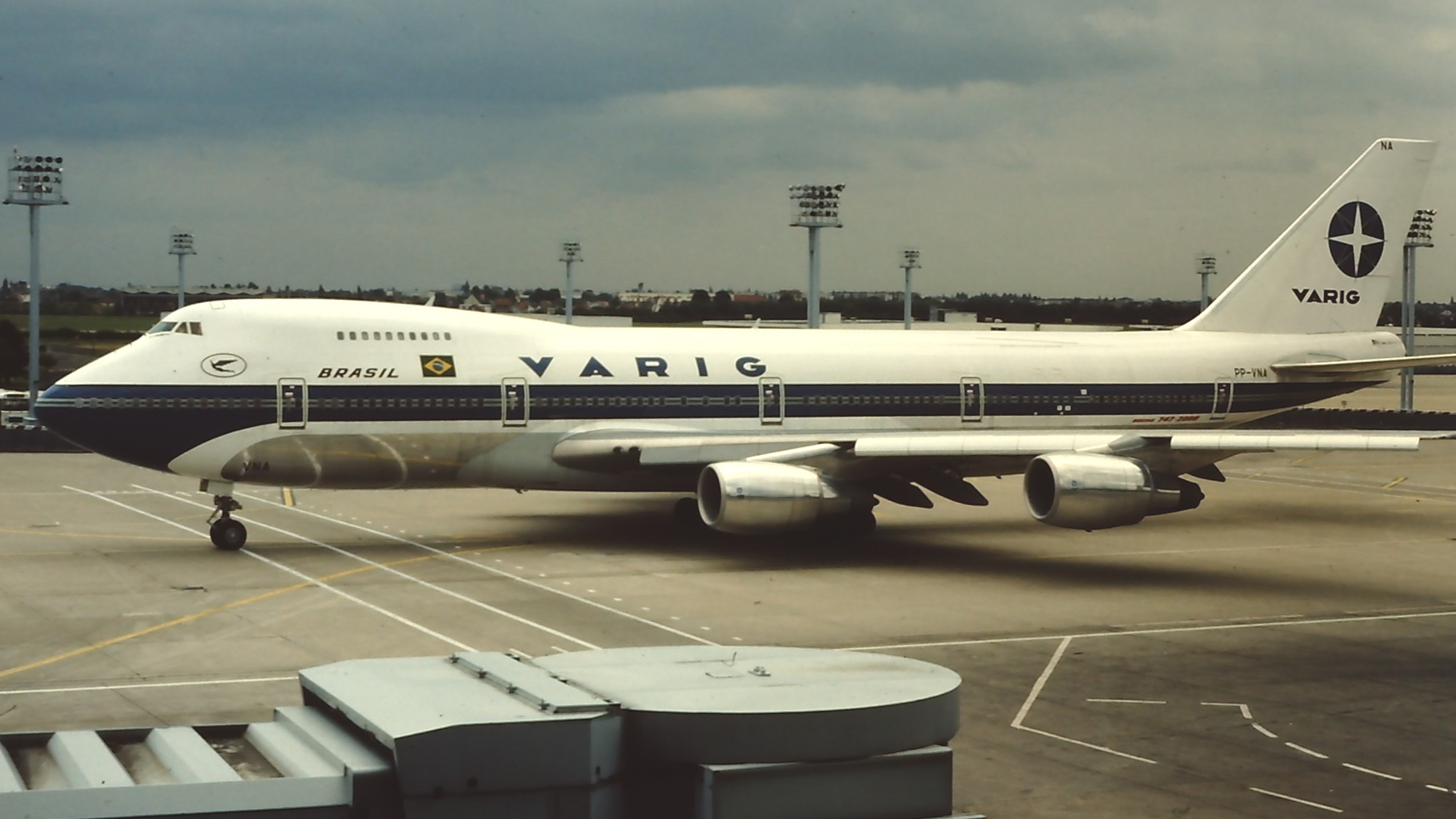
ボーイング747-200

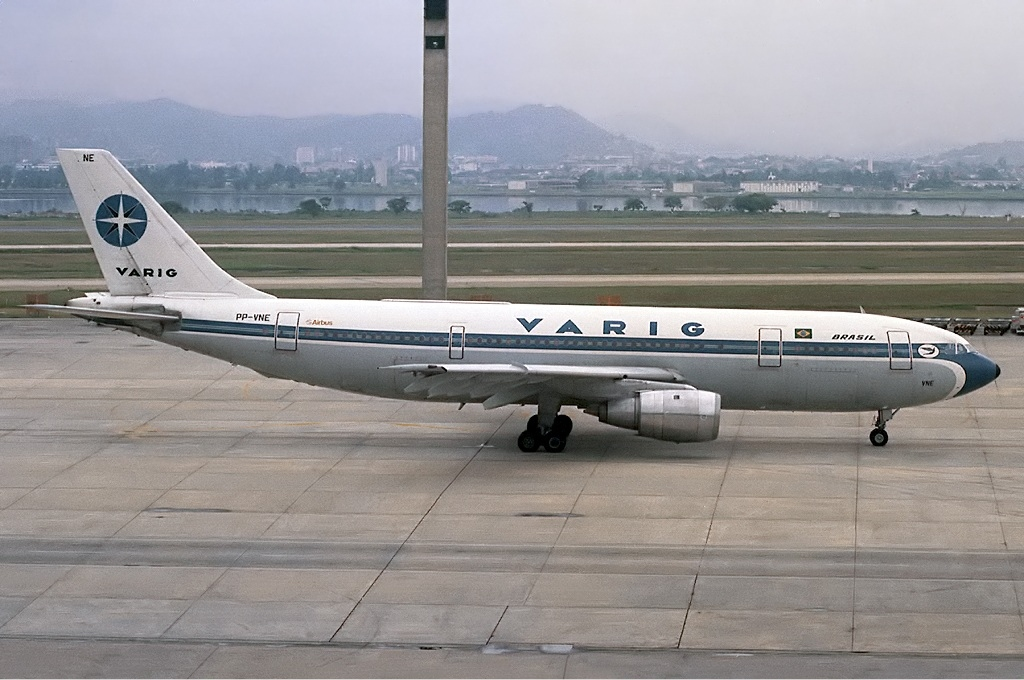
エアバスA300B2

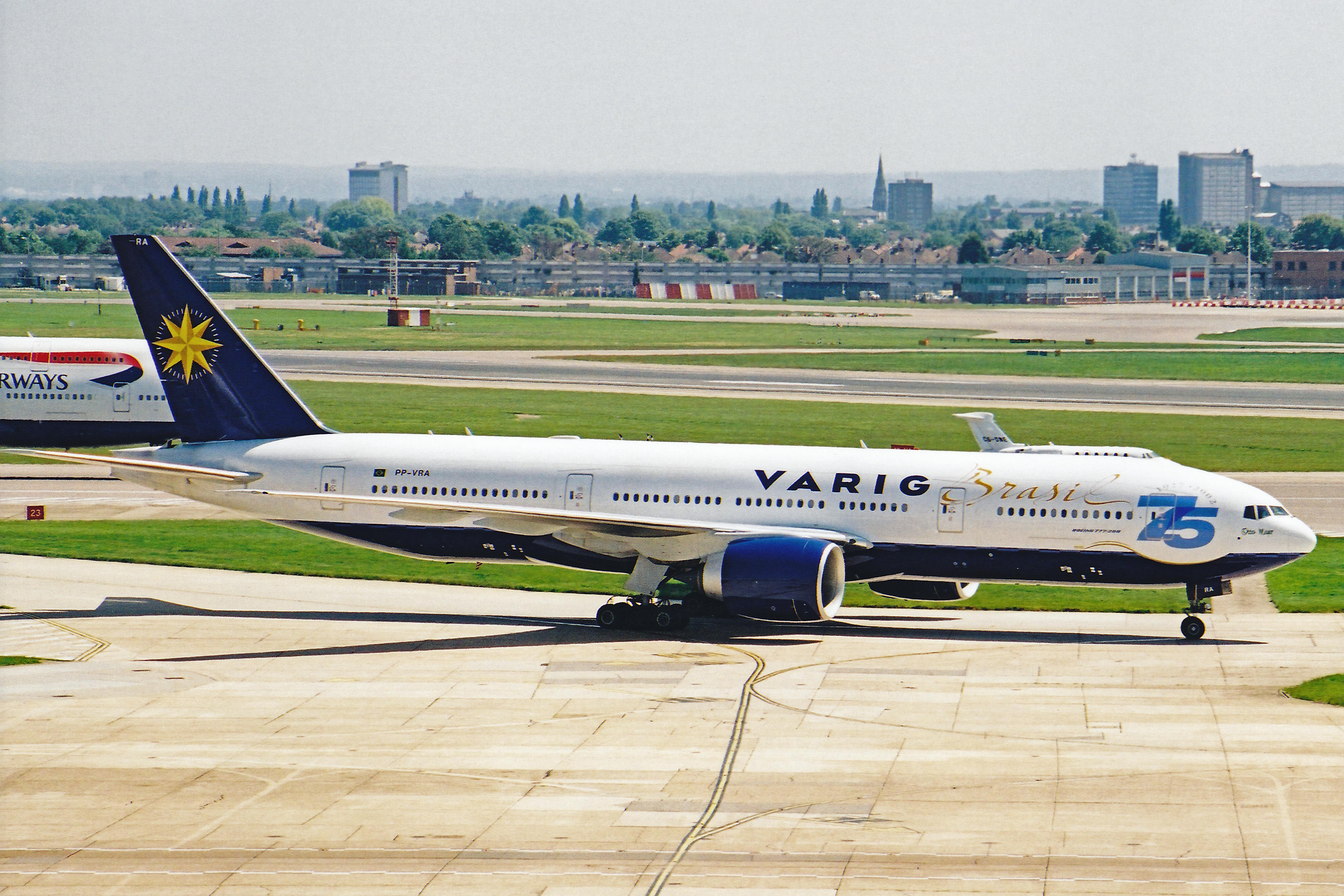
ボーイング777-200

第二次世界大戦以降は、連合国の1国であり、本土に全く戦禍を受けなかったブラジルの経済成長に伴い、ダグラス DC-3やカーチス・ライトC-46などで広大な国土を持つ国内線の拡張を進める。
さらに、当時の最新鋭機のダグラス DC-6やロッキード・L-1049コンステレーション、ロッキード L-188エレクトラなどを次々に導入した。
これらの長距離路線にも就航できる機材を手に入れたことをきっかけに、これまで運航していたアルゼンチンやペルー、ボリビアやパラグアイなどの南アメリカ域内路線だけでなく、旧宗主国のポルトガルを含むヨーロッパや北アメリカ、アフリカなど西半球中に路線を広げた。

### 路線拡張
1959年には、フランス製のシュド・カラベルの導入によって国際線のジェット化を果たし、主要路線の1つであるマイアミ経由ニューヨーク線に就航させた。
さらに同時期にはボーイング707-320やダグラス DC-8-33、コンベア990などの当時最新鋭であったジェット機を次々と導入することで南北アメリカ大陸以外への長距離国際線路線網を更に拡大し、コペンハーゲンやチューリヒ、ダカールなどへの乗り入れを開始した。
1961年には、ブラジル政府の方針でそれまで国際線を運航していたREAL航空やパンエア・ド・ブラジルを吸収合併し、同社が運航していた東京線やロサンゼルス線などの長距離国際線を機体ごと引き継ぎいで、さらに路線網を拡大した。

### ジェット化
1970年代に入ると中短距離用ジェット機であるボーイング727やボーイング737を導入し、サンパウロのコンゴーニャス空港とリオ・デ・ジャネイロのサントス・デュモン空港の間を結ぶシャトル便「ポンテ・アエーレア」を除く全ての主要国内線と近距離国際線の完全ジェット化を行った。なお同路線は、サントス・デュモン空港周辺の騒音問題と滑走路長の問題によりしばらくの間ジェット機の就航が認められなかった。
また同時期にはボーイング707やボーイング727の貨物型を導入し、南アメリカ域内から東京までの超長距離線に至るまで貨物路線の充実を図った。
1970年代後半には、マクドネル・ダグラス DC-10-30やボーイング747-200などの大型ワイドボディ機を次々と導入し、これらの機材をニューヨーク線やパリ線、東京線やロサンゼルス線などの高需要の長距離路線に次々と投入し、国際線における座席供給数を飛躍的に増加させ、これ以降IATAによる国際航空会社ランキングの20位以内に頻繁にランクされるようになった。

### 経営拡大
また同時期には国内大手のクルゼイロ航空を傘下に収め、その後吸収合併するなど拡大路線を突き進んだ。なおこの際に同社が導入していたエアバスA300B2の運航を受け継ぎ、同社にとって初めてのエアバス機の導入となった。
経営拡大の一環として他のフラッグ・キャリア同様にホテル経営を行い、ブラジル国内で「トロピカルホテル&リゾート」という高級ホテルチェーンを経営していた他、その後も1980年代に入るとブラジル国内線の地方路線を中心に運航していた航空会社2社、リオスール航空とノルデステ航空を子会社とする。かつては両社とも別々の会社で、独自のIATA航空会社コードを持っていた（リオスール航空；SL、ノルデステ航空；JH）が、その後は両社運航便は全てRGに統一されている。
これらの拡大路線により、1990年代前半まではブラジルの国内線で1位のシェアを持っており（2位にヴァスピ・ブラジル航空、3位にトランス・ブラジル航空と続いた）。国際線においてもオセアニアを除くすべての大陸にその路線網を広げていた。また、隣国ウルグアイのプルーナ航空（IATA航空会社コード；PL）の筆頭株主でもあった。

### ロゴ変更とスターアライアンス加盟
1997年5月に発足した航空連合であるスターアライアンスに同年10月26日に加盟を表明し、6番目の加盟航空会社となった。設立メンバー（ユナイテッド航空、スカンジナビア航空、ルフトハンザドイツ航空、エア・カナダ、タイ国際航空）以外で参加した初めての航空会社である。加盟にあたり同社が保有していた、B747-341(PP-VNI)にスターアライアンス塗装が施されたが、この機体の塗装は宣伝広告撮影の為だけ塗装され、わずか数日で通常塗装機へ塗り直された。
また、この時と同時にCI変更が実施され、ロゴを変更したほか創業以来70年以上大きな変更がなく続いた機材の塗装も一部を除き変更が行われた（この時に機首に付けられていたイカロスマークが消され、現在はヴァリグ航空博物館（後述）で現物が、機内誌「Ícaro」の表紙でシルエットのみが見られる）。
その後も社名や国名の「Brasil」の大きさ・位置を変更するなど数回のマイナーチェンジを行った他、サッカーブラジル代表オフィシャルキャリア塗装やFIFAワールドカップの優勝記念塗装、75周年記念塗装など多数の特別塗装を導入した。

### 倒産

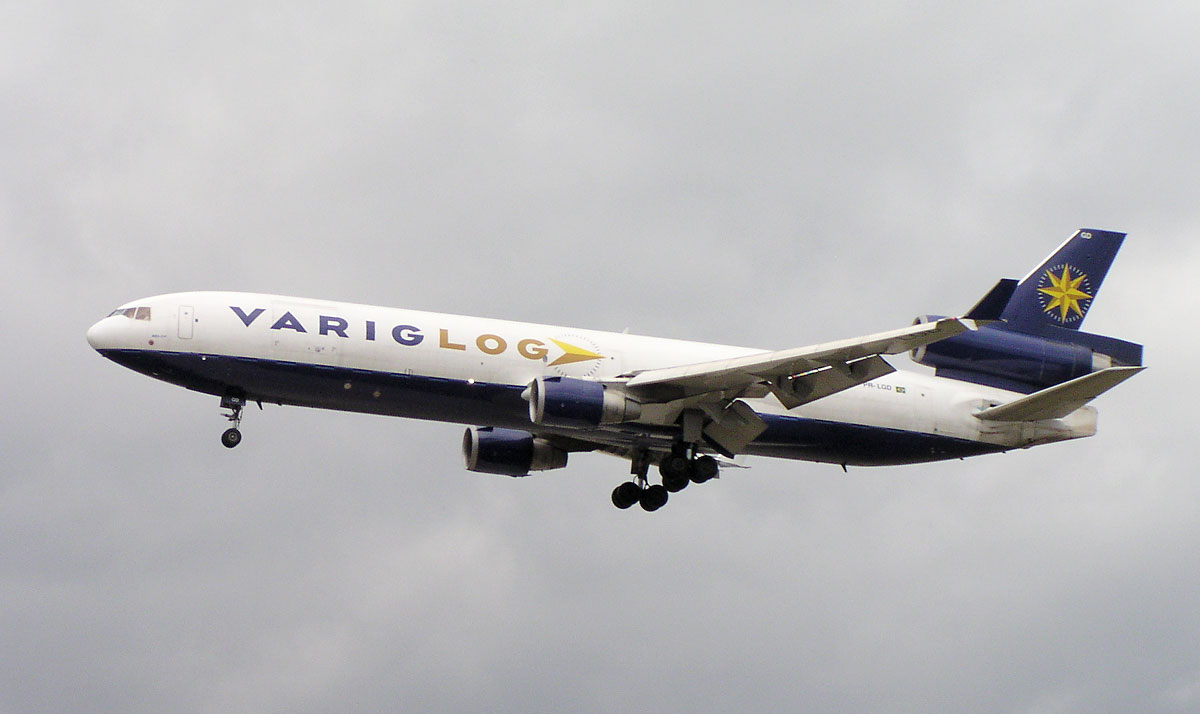
Varig Logのマクドネル・ダグラスMD-11F

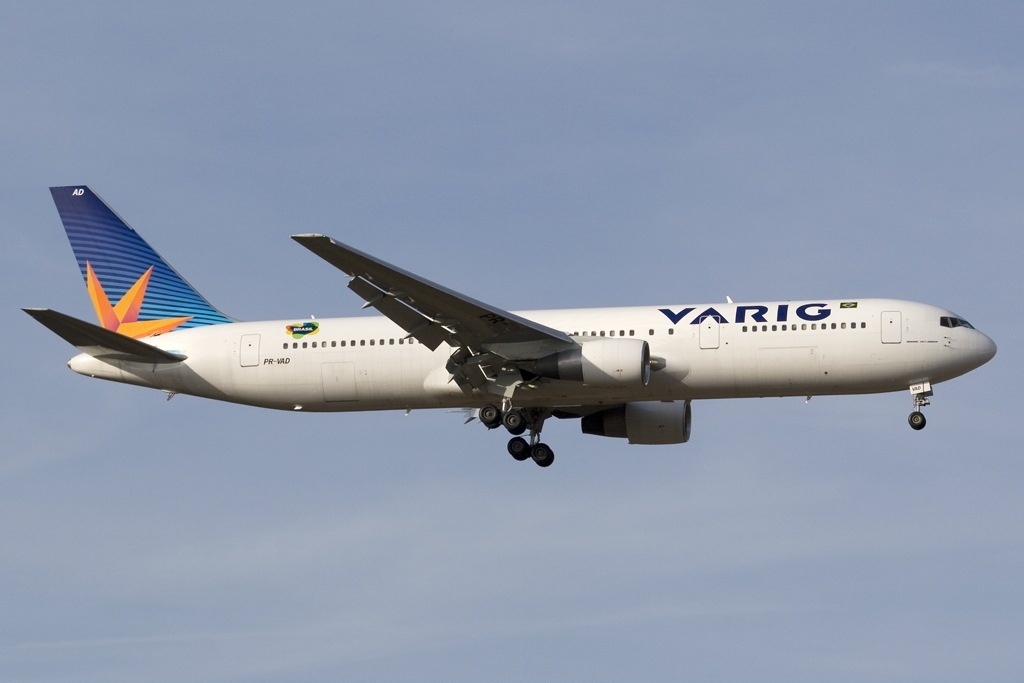
ボーイング767-300

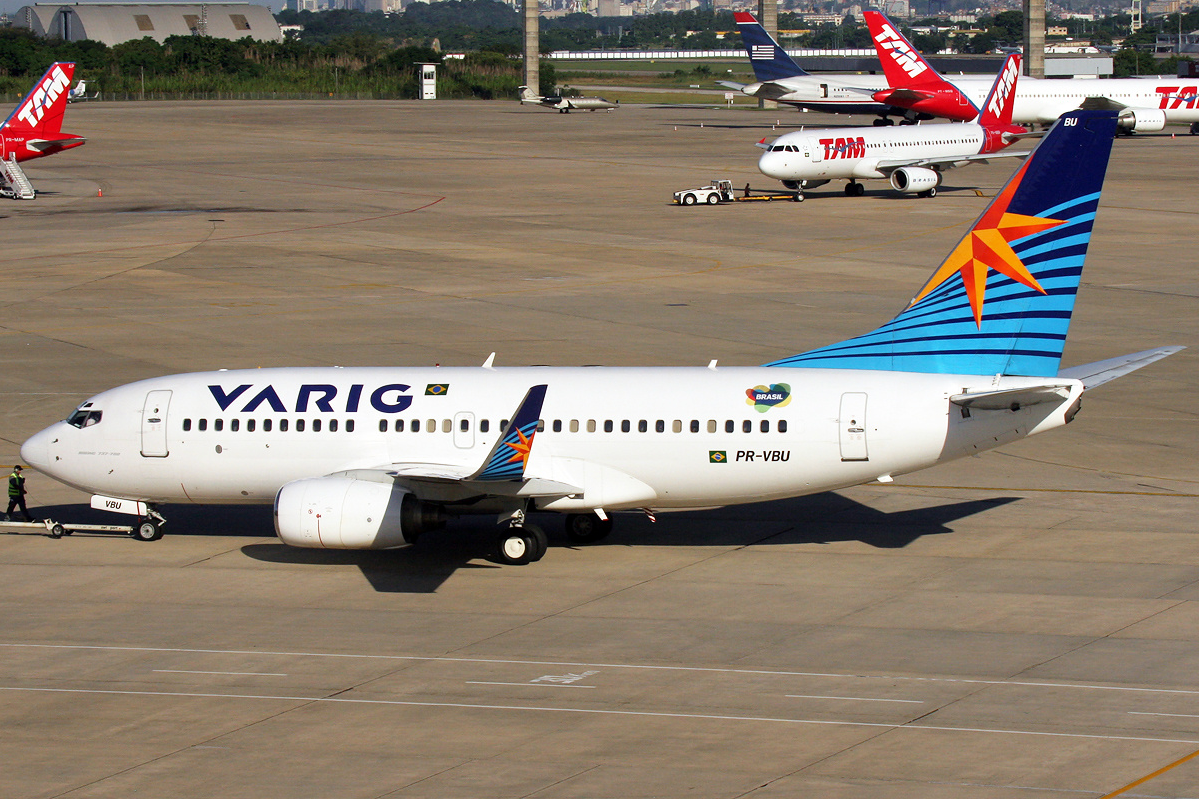
ボーイング737-700

しかし、ヨハネスブルグ経由香港線やバンコク線、コペンハーゲン線など、採算の悪い長距離路線を燃料効率の悪いボーイング747-400などの大型機で多数運航する他、激しい労働組合活動による高コスト体質を改善できなかったことや、国内の幹線にTAMブラジル航空などのローカル航空会社や、ゴル航空などの格安航空会社が次々と参入してきたことから、2005年6月にブラジルにおいて会社更生法の申立てを行い事実上倒産（同時に多くの負債を持っていたアメリカにおいても申立てを実施）した。
その後は再建を目指しつつ運航は継続されていたものの、2006年6月には航空機のリース料が払えないことが原因で経営危機が深刻となり、国際線の欠航率が6割を超えるなど苦難が続いていた。
そのために高需要路線であったニューヨーク線や東京線、パリ線をはじめ国際線を大幅に削減し、2007年1月には南アメリカ以外への自社運航の長距離国際線はフランクフルト線のみとなり、スターアライアンスメンバーとしての路線規模を保てなくなったため、2007年1月末でスターアライアンスから退会を余儀なくされた。
なお、大株主となっていたウルグアイのプルーナ航空の株をウルグアイ政府に売却したが、貨物部門の「Varig Log」はTAPポルトガル航空の子会社となっていた為に、規模もほぼそのままに運航を続けていた。

### 再建
その後の2007年3月28日に、倒産の原因の1つともなった競争相手であるゴル航空に2億7500万ドルで買収された。なおゴル航空の発表によると、運航は、「新生ヴァリグ」である「VRG航空（VRG Linhas Aéreas）」によりヴァリグ・ブラジル航空の名義で引き続き行われることになっており、新ロゴと新塗装を2007年9月に発表した。
同時に今後はボーイング787やボーイング767を発注するとともに国際線の回復を進めると発表され、同年にはパリやローマ、メキシコシティやロンドン線が回復された他、2008年には運航機材の調達に併せてマイアミ線やニューヨーク線などの高需要路線を中心に回復する計画と発表された。なお子会社のうち、ノルデステ航空はゴル航空に買収されず、名称をフレックス航空に変更して格安航空会社として再出発された。
しかし、2008年5月にはフランクフルト線などいくつかの長距離国際線が運休になり、ヨーロッパへの国際線はパリ線だけとなった。その後同年8月には残るパリ線も運休となった。同年11月にはすべての国内線がゴル航空に統合され、ヴァリグ・ブラジル航空は国際線のみを運航することになると発表された。その後運航されている国際線はボゴタとカラカス、ブエノスアイレス、サンティアゴ・デ・チレの4つの南アメリカ域内路線だけとなった。

### 消滅
なお2009年6月には全ての便がゴル航空の便名となることが発表され、これまで使用されてきた「RG」と「VRG」のコードは姿を消すこととなった。さらにヴァリグのウェブサイトはゴル航空のウェブサイトに統合された。
なお、2010年に入り国際線チャーターの運航を開始すると発表されたもののそれは実現せず、その後ブラジル国内の競争が激しくなりゴル航空の収益も悪化したことから、2014年4月をもってヴァリグ・ブラジル航空のブランドでの運行を停止すると発表した。

## 過去の運航機材（一部）

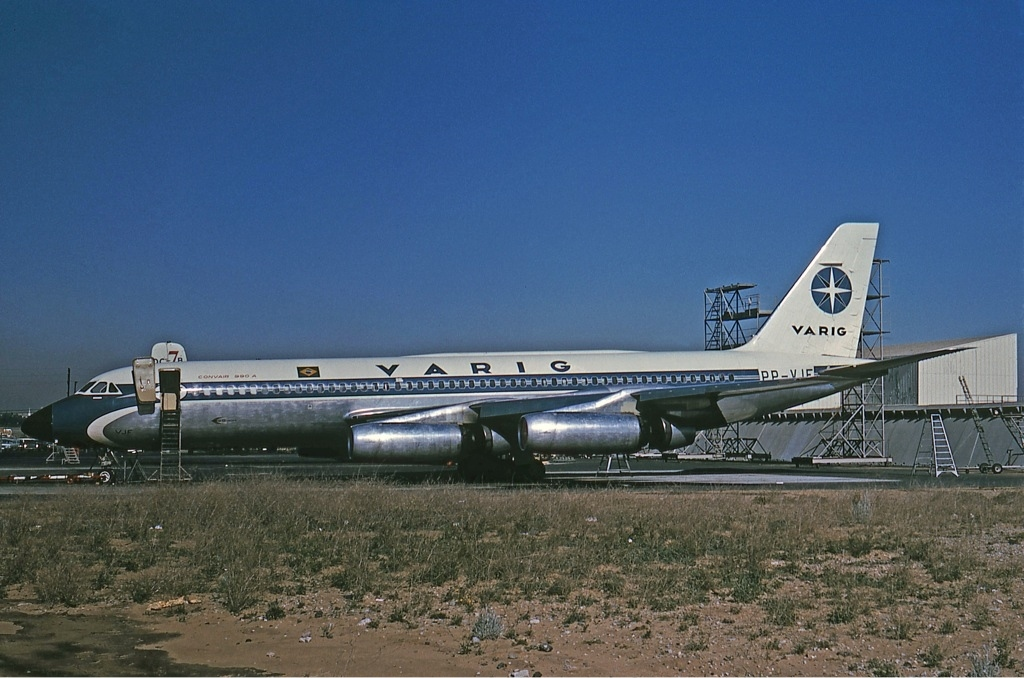
コンベア990

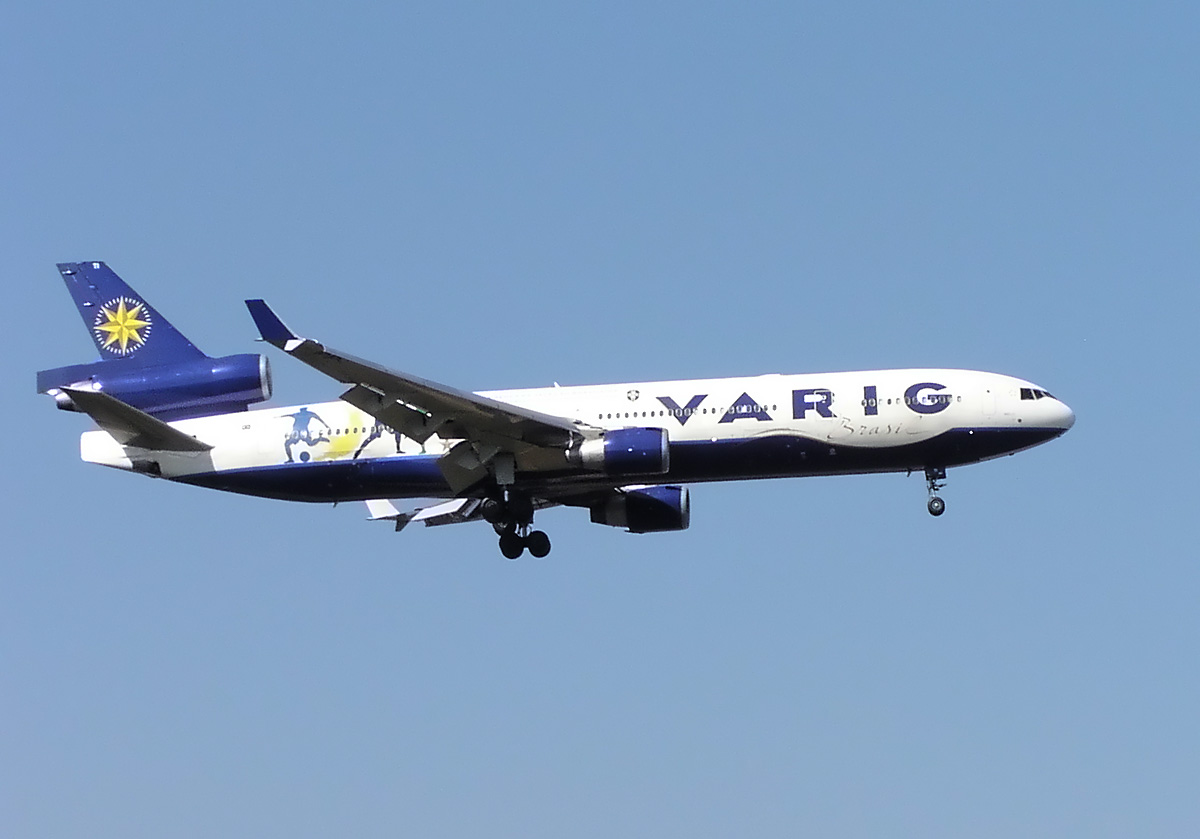
セレソン塗装のマクドネル・ダグラス MD-11 (PP-VTI)

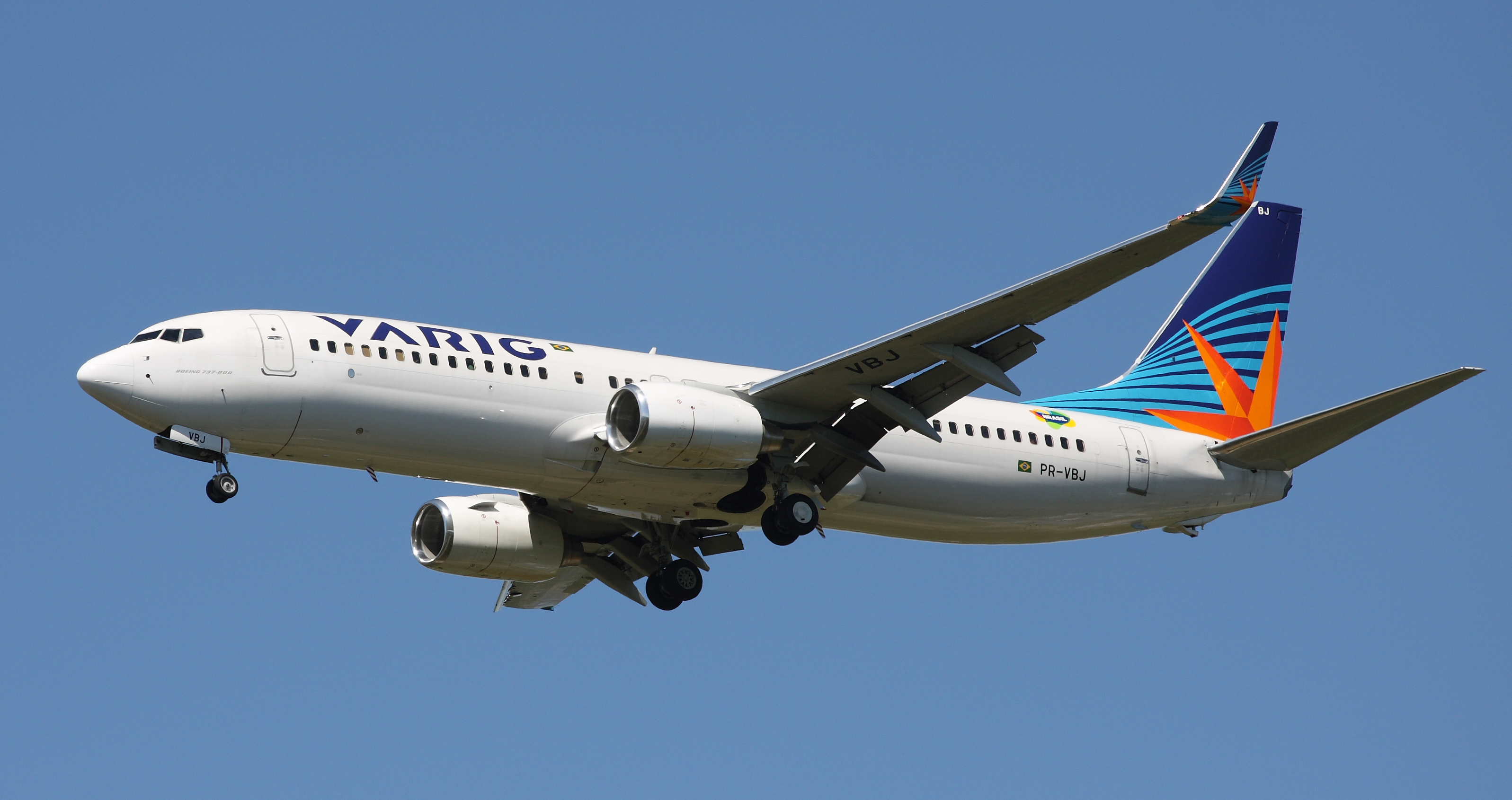
新塗装のボーイング737-800

ボーイング製航空機の顧客番号（カスタマーコード）は41だった。
- ボーイング777型機
- ボーイング767-300/767-300ER型機
- ボーイング767-200/767-200ER型機
- ボーイング757型機
- ボーイング747-200C/-300C/-400
- ボーイング737-800型機
- ボーイング737-300型機
- ボーイング737-200
- ボーイング727
- ボーイング707-320B/-320C
- マクドネル・ダグラス MD-11型機
- マクドネル・ダグラス DC-10-30型機
- マクドネル・ダグラス DC-10-30F型機
- ダグラス DC-9
- ダグラス DC-8-33
- ダグラス DC-6
- ダグラス DC-4B
- ダグラス DC-3
- コンベア990
- コンベア240
- ロッキード・L-188エレクトラ
- ロッキード・L-1049コンステレーション
- カーチスC46
- 日本航空機製造YS-11
- エアバスA300B4
- フォッカー 50型機

長年ボーイング製機材を中心としたアメリカ製の機材を中心とした構成で運航されてきており（日本製の日本航空機製造YS-11はクルゼイロ航空からのリース、ヨーロッパ製のエアバスA300は吸収合併したクルゼイロ航空のもの）、同じブラジルでもヨーロッパ製のフォッカー（オランダ製）及びエアバス機を中心に構成してきたTAMブラジル航空とは対照的であった。
過去にはボーイング777-200-200ERを欧米（ニューヨーク、ロンドン、パリ、アムステルダム）線に導入していた。このうちの2機に75周年記念塗装が施され、ヴァリグ創業者の名前が付けられていた。PP-VRAにはオットー・マイヤー、PP-VRBにはルーベン・ベルタという名称で、2006年時点でも塗装を戻さずに運航を続けていた。

## フリークエント・フライヤー・プログラム
1994年6月に発足した入会無料のフリークエント・フライヤー・プログラムは「スマイルズ（Smiles）」と呼ばれる。親会社のゴル航空を含むヴァリグ・ブラジル航空会社以外の提携航空会社は2007年12月現在存在していなかったが、2008年10月16日よりゴル航空便、その後エールフランスKLMオランダ航空と続き、2009年8月1日よりアメリカン航空便による搭乗でもマイル加算や利用ができるようになった。
ヴァリグ・ブラジル航空の飛行マイルのほか、100社を超える提携先のホテルやレンタカー、クレジットカードの利用でもマイルをためることができる。なお、ビジネスクラスは25%加算マイルが増える。利用実績により「ブルー」、「シルバー」、「ゴールド」、「ダイアモンド」の4つの会員資格制度に分けられており、「ゴールド」以上の上級会員はエコノミークラス利用時もラウンジを使用できるほか、様々な特典が用意されていた。
特典として無償航空券やエコノミークラスからビジネスクラスへのアップグレード特典などが用意されている他、会員はその会員資格に問わず、グアルーリョス国際空港やコンゴーニャス国際空港における駐車場の割引サービスも受けられた。
このスマイルズのブランド及びプログラムは、ゴル航空でも継続されている。

## 日本乗り入れ

### 高需要路線

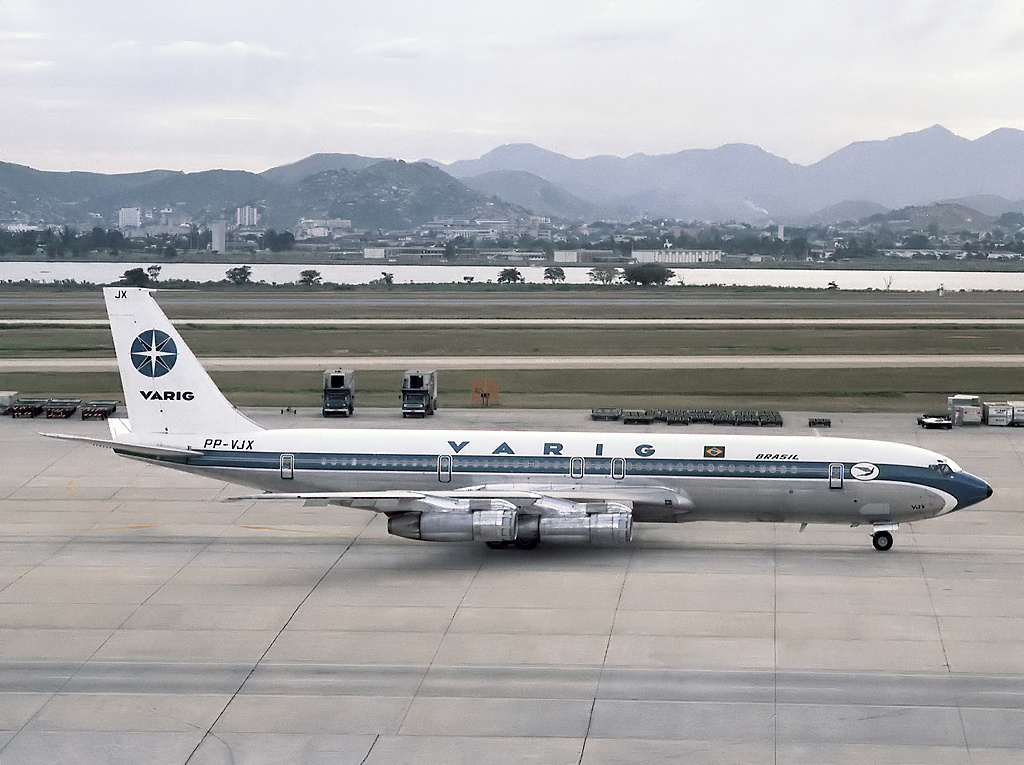
日本に乗り入れていたボーイング707型機

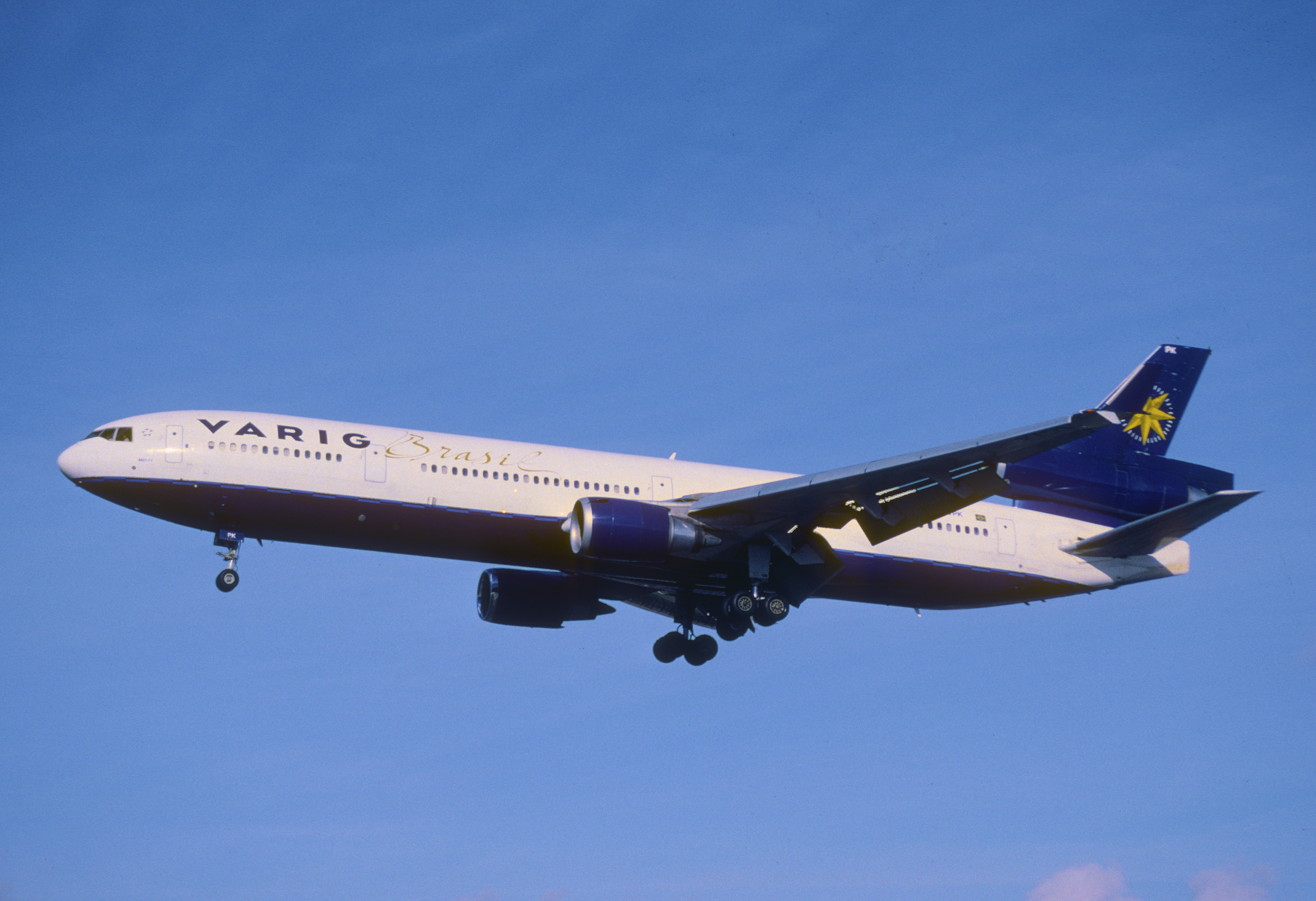
日本に乗り入れていたマクドネル・ダグラス MD-11型機

日本への乗り入れは1968年に、それ以前に日本路線をロッキード コンステレーションで運航していたREAL航空の路線権を引き継ぐ形で開始され、当初はボーイング707を使用し、サンパウロ発リオ・デ・ジャネイロ、リマ、ロサンゼルス経由で羽田空港まで運航された（サンパウロ-リオ・デ・ジャネイロ間は別機材による接続便での運航）。
その後マクドネル・ダグラス DC-10、ボーイング747-200/-300、ボーイング747-400と使用機材を変更し、最終的にリオデジャネイロよりマクドネル・ダグラス MD-11で週4便（成田月・水・金・土曜発）、ロサンゼルス、サンパウロ経由成田国際空港に乗り入れていた。また、成田便を運航しない日は名古屋空港に乗り入れ（名古屋火・木・日曜発）、加えて貨物便も運航していた。1985年頃まではDC-10-30CFなどで乗り入れていたのが一転し、中南米初の747-341を導入したことで欧州線の主力だった747-2L5Bがロサンゼルス経由成田路線に投入されたが、300型が軌道に乗ったこともあって1986年11月頃からは2L5Bに変わって-341Cが旅客・貨物輸送量の面などから成田乗り入れに抜擢された。-400型が登場すると自主発注も行い導入したものの、リース会社へ返却したため長くは続かず-300Cへ出戻りMD-11へと至った。MD-11から777-200ER投入の構想もあったが、撤退のため実現に至らなかった。
1往復するだけで2万マイルを超える世界有数の長距離路線であり、成田と名古屋からサンパウロまで24時間の所要時間を要した。またブラジルから日本に戻る場合は、チェックインの時間も含めると、成田と名古屋への到着が翌々日になるというダイヤだった。古くから移民や企業進出など密接な関係がある日本とブラジル間の航空需要が旺盛で、高いロードファクターを記録していたこともあり、1990年代にはデイリー運航への増便を希望していたが、成田空港の発着枠制限もあり認められなかった。
また、1980年代以降は、同じく日伯間直行便を自社機材で運航していた日本航空とのコードシェア便も運航していた（ヴァリグ機材）が、全日本空輸がヴァリグと同じスターアライアンスに属すると、暫くは日本航空とのコードシェア運航を続けたものの、2002年にヴァリグの日本路線も全日本空輸とのコードシェア便に切り替えた。

### 撤退
2004年1月18日までは、名古屋空港にも週3便で乗り入れ、成田空港への4便とあわせて日本路線をデイリー運航していたが、2001年9月11日に発生したアメリカ同時多発テロ以降、ブラジル人にアメリカのトランジットビザ取得が義務付けられたことから乗客数が激減し名古屋線から撤退した。その後、同じく成田線の乗客が激減したこともあり、スイスのチューリッヒ経由での運航を申請したものの、日本とブラジル、スイス3国間の航空当局の間で合意に至らず実現しなかった。
2005年6月の会社更生法の申立てを受けて不採算路線からの撤退を進めており、チューリッヒ経由線の申請却下を受けて8月には11月初旬を目処に日本路線から撤退する方向で検討を始め、10月には2006年1月13日をもって日本路線（旅客便）から撤退することが発表された。なお、成田空港の利用権を失わないために、旅客便の代わりに貨物便を就航させる予定で、同航空の日本支社も旅客路線の撤退後も引き続き営業を続ける予定であったが全ての支店を閉鎖し最終的に撤退することになった。
なお、かつて成田空港に乗り入れる京成電鉄の全ての車内には成田空港を発着する各航空会社の一覧表が掲示されているステッカーが貼られていた。日本路線から撤退した後も「現在運休中」の注記をつけて、発着航空会社の一つとして記載されていたが、運休後発着航空会社が大きく変わったこと等により2010年現在はそのステッカーも剥がされている。

## 特別運航
GOL航空に買収されるまではブラジルのフラッグ・キャリアで、かつセレソン（サッカーブラジル代表）のオフィシャルエアラインであるため、1998年度のフランス大会以降、FIFAワールドカップ開催年には必ず特別塗装機を運航していた。
この他にも1994年にイタリアで事故死したF1ドライバーのアイルトン・セナの遺体搬送や、第二次世界大戦時の大統領ジェトゥリオ・ドルネレス・ヴァルガスからフェルナンド・エンリケ・カルドーゾ前大統領まで歴代の大統領の移動に使用された実績がある。

## 航空事故
ヴァリグは1970年以降、死亡者を出した航空事故を4回起こしている。
- 1973年7月11日：ボーイング707がフランス・パリ近郊に前部トイレからの火災により不時着陸を余儀なくされた。死者123名生存者11名。（ヴァリグ・ブラジル航空820便墜落事故）。
- 1979年1月30日：ボーイング707F貨物機が成田空港を離陸後、太平洋上で行方不明になる。6人の乗員が死亡。（ヴァリグ・ブラジル航空967便遭難事故）。
- 1987年1月3日：ボーイング707がフェリックス・ウフェ＝ボワニ国際空港を離陸後、第1エンジンから火災が発生、引き返す途中にコートジボワール・アビジャン近郊のジャングルに墜落した。死者50名生存者1名。
- 1989年9月3日：ボーイング737。ブラジル・マトグロッソ州サンジョゼドシングー（São José do Xingu）近郊。パイロットのフライトプランの読み間違えによる迷走により燃料切れを起こし、ジャングルへの不時着陸を余儀なくされた。乗客48名のうち12名が不時着時の衝撃により死亡。生存者は2日後に救助された（ヴァリグ・ブラジル航空254便墜落事故）。

### ランクA
Air Ranking Onlineによれば、ヴァリグの安全性はもっとも高い「A」にランクされる。ランキングは1900年以降の、100万フライトあたりの致命的な事故の数をもとに、累積により計算される。

## ヴァリグ航空博物館
ヴァリグ航空の本拠地ポルト・アレグレ空港のメンテナンス地域内に、ヴァリグの歴史を集めたヴァリグ航空博物館（Museu da Varig）がある。発足当時の資料から、歴代保有機材のパネル写真、1950年代のフライトシミュレータなどが展示されている。屋外には過去の保有機材の一つであるDC-3が静態保存されており、自由に客室やコクピットに入ることが出来る。
入場料は無料だが、メンテナンス区域の警備員に身分証明書の提示と金属探知機の通過が必要。また、メンテナンス工場内の撮影は厳禁だが、DC-3や博物館の資料に関しては撮影可能である。（参考）
この博物館はかつてテレビ東京の番組Boarding世界のエアライン内で紹介された（DVD「Boarding世界のエアラインVol.9」にも収録）。
ヴァリグの倒産後、DC-3は修復された。現在はポルトアレグレ空港外れにあるショッピングセンター「Boulevard Laçador（ブールバード・ラサドール）」内の『ヴァリグ・エクスペリエンス』コーナーにて再展示されている。